# كيفن برنس
كيفن برنس (بالإنجليزية: Kevin Prince)‏ هو سياسي أسترالي، ولد في 2 فبراير 1948. انتخب عضو الجمعية التشريعية لأستراليا الغربية.